# Chantal Mouffe

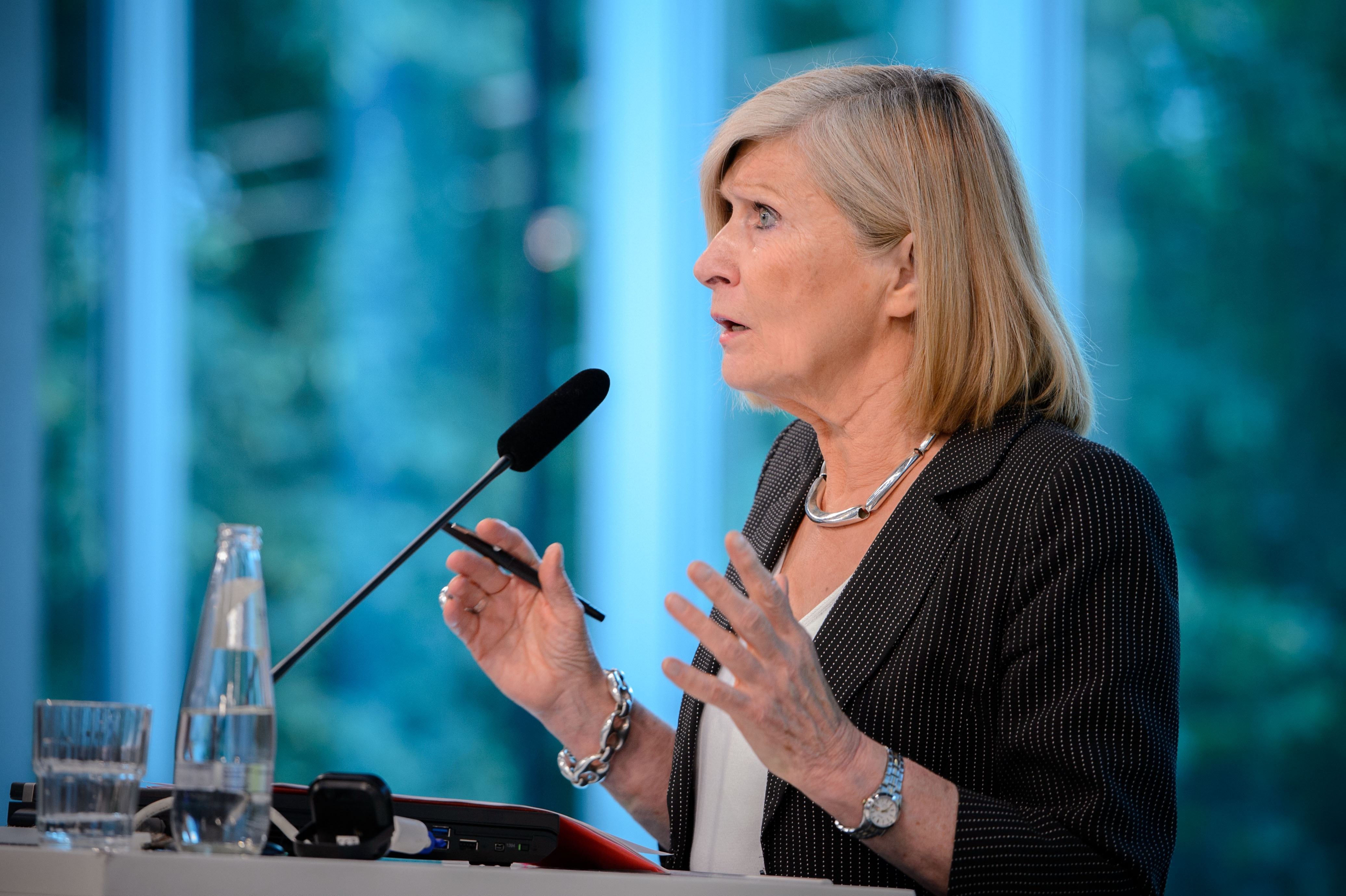
Chantal Mouffe (2013)

Chantal Mouffe (* 17. Juni 1943 in Charleroi) ist eine belgische Politikwissenschaftlerin und Professorin für Politische Theorie an der University of Westminster in London.

## Leben
Mouffe hat an zahlreichen Universitäten in Europa, Nord- und Lateinamerika gelehrt und geforscht. Sie ist Mitglied des Collège international de philosophie in Paris. Derzeit arbeitet sie an einem nicht-rationalistischen Ansatz in der Politischen Theorie und beteiligt sich an Forschungsprojekten über den Aufschwung des Rechtspopulismus in Europa.
Ihr wohl wichtigstes Werk, Hegemonie und radikale Demokratie. Zur Dekonstruktion des Marxismus, veröffentlichte sie 1985 gemeinsam mit ihrem Ehemann Ernesto Laclau (1935–2014). Unter anderem entwickelten die beiden Autoren in diesem Werk die Hegemonietheorie Antonio Gramscis weiter. Die Hegemonie- und Diskurstheorie von Laclau und Mouffe hat sich zu einem zentralen Fluchtpunkt poststrukturalistischer Theoriebildung entwickelt und zahlreiche empirische Arbeiten der Diskursforschung inspiriert und angeleitet. Im Zentrum der Arbeiten von Laclau und Mouffe steht das Interesse, gesellschaftliche Strukturen und Prozesse sowie die damit zusammenhängenden Machtverhältnisse zu hinterfragen und in ihrer Kontingenz offenzulegen, d. h. deutlich zu machen, dass diese immer das Ergebnis politischer Aushandlungsprozesse und damit prinzipiell veränderlich sind.
Der wichtigste Aspekt des Politischen ist für Mouffe der antagonistische Widerspruch, der weder durch Kompromiss aufgelöst noch durch einen Konsens im herrschaftsfreien Diskurs beseitigt werden kann. Politik ist immer durch die Macht eines Kontrahenten über den anderen bestimmt. Der Konflikt zwischen ihnen kann nur durch Institutionen eingehegt werden. Deshalb plädiert Mouffe auch nicht für einen „Exodus aus den Institutionen“, sondern für eine „Auseinandersetzung mit den Institutionen“. In ihrer Vorstellung vom unaufhebbaren Gegensatz politischer Akteure bezieht sich Mouffe explizit auf Carl Schmitt und dessen Unterscheidung von „Freund“ und „Feind“ als zentralem Merkmal des Politischen. Im Gegensatz zu Schmitt argumentiert Mouffe jedoch, dass dieser Gegensatz innerhalb eines demokratisch verfassten Gemeinwesens friedlich ausgetragen werden kann.
Ihrem Denken nach ist Mouffe dem Postmarxismus zuzurechnen. Sie kritisiert die postpolitischen Verhältnisse im heutigen Neoliberalismus und spricht sich für einen neuen Linkspopulismus aus, der die Fragen nach sozialer Gerechtigkeit und Gleichheit wieder mehrheitsfähig machen soll und sich dem Rechtspopulismus entgegenstellt.
Mouffe ist Mitglied im Kuratorium des Instituts Solidarische Moderne.

## Über das Politische
Chantal Mouffes zentrale These in ihrem Buch Über das Politische: Wider die kosmopolitische Illusion geht von einer Unvereinbarkeit politischer Positionen, sogenannter Antagonismen, aus, die auch in einer liberalen Demokratie nicht aufgelöst werden können. Zentrales Defizit liberaler Demokratietheorien sei der Glaube, politische Gegensätze in der Arbeits- und Lebenswelt würden durch stärkere Individualisierung und rationale Diskurse verschwinden.
Anfangs beginnt Mouffe ihren Begriff des Politischen als die gesellschaftlich bestehenden Antagonismen zu definieren. Politik dagegen sei die institutionelle Verfahrensweise der gesamtgesellschaftlichen Ordnung, die unter anderem dazu dient, politische Konflikte in einem geordneten Rahmen zu halten. Zur Herleitung ihrer These zieht Mouffe Carl Schmitt heran. Dieser behauptet, es gebe in der Gesellschaft Gegensätze wie völkisch, wirtschaftlich, religiös oder moralisch, welche bei einer Verschärfung zu einem Freund-Feind-Schema umschlagen. Schmitt begreift einen demokratischen Staat als einen innerlich homogenen, der seine homogene Identität im Kontrast zu anderen Staaten abgrenzt. Letzteres verwirft Mouffe, übernimmt aber die grundsätzliches Behauptung, Unterscheidungen von wir/sie seien fundamental in sozialen Konstellationen. Das Wesen eines Identitätsbildungsprozesses wird durch die Differenz zwischen dem eigenen Inneren und dem außenstehenden Anderen, das sogenannte konstitutive Außerhalb, gebildet. Diese naturwüchsige Unterscheidung von „wir“ und „sie“ berge das Potential zum antagonistischen Freund-Feind-Konflikt zu erwachsen, der nur durch die Vernichtung des Feindes aufgelöst werden kann. Zur Vermeidung der Vernichtung des Gegenübers und der moralischen, dichotomen Klassifikation von richtig und falsch werden Antagonismen in Agonismen umgewandelt. Dies kann nur erfolgen, wenn beide Parteien grundsätzlich die Position des anderen anerkennen. Dadurch werden Feinde zu Gegnern. Passend dazu zieht Mouffe Freuds These aus Unbehagen in der Kultur heran. Dort spricht Sigmund Freud von dem Dualismus libidinöser Kräfte in der menschlichen Kultur: dem Lebenstrieb Eros und dem Todestrieb. Äquivalent zu Freund und Feind ist es niemals möglich, den Gegensatz aufzulösen, vielmehr plädiert Freud für ein Lenken in Formen, in denen der Todestrieb kontrolliert werden kann, in agonistischen. Zur weiteren Stütze ihrer These führt Mouffe Elias Canetti ins Feld. Dessen doppelseitige Leidenschaft besteht aus der Individualisierung und Abgrenzung von Gruppen zum einen und zum anderen aus der Leidenschaft, mit der Gruppe zu verschmelzen oder sich in der Masse zu verlieren. Aufgezeigt wird die Notwendigkeit gegensätzlicher Pole im Politischen, damit Menschen klar abgegrenzte Identifikationsflächen geboten bekommen.
Mouffes Kritik richtet sich gegen Form der deliberativen Demokratie. Hingegen sollen die Ideale der Demokratie und das Aufeinanderprallen unterschiedlicher politischer Meinungen wiederbelebt werden. Erst so bestehe für linke Politik die Möglichkeit zur Polarisierung, nicht in der Forderung zur Abschaffung der kapitalistischen Ordnung und damit auch der liberalen Demokratie. Nicht die kapitalistische Form als Ganzes solle in Frage gestellt werden, sondern ihre gegenwärtig neoliberal auftretende Form. Grundsätzliche Veränderungen der sozioökonomischen Bedingungen könnten nur aus der bestehenden liberal-demokratischen Formation heraus erreicht werden.

## Schriften

### Monographien
- mit Ernesto Laclau: Hegemony and Socialist Strategy: Towards a Radical Democratic Politics. Verso, London 1985, ISBN 978-1-78168-154-1.
  - deutsch: Hegemonie und radikale Demokratie. Zur Dekonstruktion des Marxismus. Aus dem Englischen übersetzt und mit einer Einleitung von Michael Hintz und Gerd Vorwallner versehen. Passagen, Wien 1991, ISBN 978-3-85165-749-4.
- The Democratic Paradox. Verso, London 2000, ISBN 978-1-85984-279-9.
  - deutsch: Das demokratische Paradox. Aus dem Englischen übersetzt und mit einer Einleitung versehen von Oliver Marchart, Turia + Kant, Wien 2008; Nachdruck 2018, ISBN 978-3-85132-913-1.
- Exodus und Stellungskrieg. Die Zukunft radikaler Politik. Mit einer Einleitung von Oliver Marchart, Turia + Kant, Wien 2005, ISBN 3-85132-422-6.
- On the Political. Routledge, London 2005, ISBN 978-0-415-30521-1.
  - deutsch: Über das Politische. Wider die kosmopolitische Illusion. Aus dem Englischen übersetzt von Niels Neumeier, Suhrkamp, Frankfurt am Main 2007, ISBN 978-3-518-12483-3.
- Agonistics: Thinking The World Politically. Verso, London 2013, ISBN 978-1-78168-103-9.
  - deutsch: Agonistik – Die Welt politisch denken. Aus dem Englischen übersetzt von Richard Barth. Suhrkamp, Berlin 2014, ISBN 978-3-518-12677-6.
- For a Left Populism. Verso, London / New York 2018, ISBN 978-1-78663-755-0.
  - deutsch: Für einen linken Populismus. Aus dem Englischen übersetzt von Richard Barth. Suhrkamp, Berlin 2018, ISBN 978-3-518-12729-2.
- Towards a Green Democratic Revolution. Left Populism and the Power of Affects. Verso, London 2022, ISBN 978-1-83976-750-0.
  - deutsch: Eine Grüne demokratische Revolution. Linkspopulismus und die Macht der Affekte. Aus dem Englischen von Ulrike Bischoff. Suhrkamp, Berlin 2023, ISBN 978-3-518-12799-5.

### Herausgeberschaften
- Gramsci and Marxist Theory, London: Routledge 1979.
- Dimensions of Radical Democracy: Pluralism, Citizenship, Community, 1992.
- Deconstruction and Pragmatism, 1996;
  - deutsch: Dekonstruktion und Pragmatismus. Demokratie, Wahrheit und Vernunft. Wien: Passagen 1999.
- The Challenge of Carl Schmitt, London: Verso 1999.
- The Return of the Political, London: Verso 1993.

### Aufsätze (ausgewählt)
- Hegemonie und neue politische Subjekte. Eine neue Konzeption von Demokratie, 1988, in: kultuRRevolution nr. 17/18, 37–41.
- Deliberative Democracy or Agonistic Pluralism. Wien; Dezember 2000 PDF
- Hegemony, Radical Democracy, and the Political, hrsg. v. James Martin, 2013.